# ازباران
ezbaran'ازباران((ازبارون)نام محلی)' یک روستا در ایران است که در استان مازندران واقع شده‌است. ازباران ۳۰۰۰ نفر جمعیت دارد.
این روستای خوش آب و هوا در منطقه جنوبی شهرستان فریدونکنار قرار گرفته که دارای جنگل ،تالاب و زمین های کشاورزی فراوانی است.ازباران به دلیل آب و هوای معتدل خزری ،هر ساله در فصول پاییز و زمستان پذیرای پرندگان مهاجری چون قو و غاز های وحشی و چنگر و تک درنای سفید سیبری(امید)و... می باشد.
اهالی این روستا اغلب به شغل کشاورزی،شکار مجاز  پرندگان مهاجر و پرورش پرندگان اهلی و ماهی های پرورشی مشغولند.
روستای ازباران با ۴۳ تن شهید دفاع مقدس بیشترین شهید را در میان تمامی روستاهای کشور در راه دفاع از مرز و بوم تقدیم خاک وطن کرده است.